# Liceo scientifico statale Cosimo De Giorgi
Il liceo scientifico statale Cosimo de Giorgi è un liceo scientifico pubblico di Lecce.

## Storia
Il liceo, nato nel 1918, è intitolato a Cosimo De Giorgi, geografo, medico e scienziato leccese. Per diversi anni è stato l'unico liceo scientifico di tutta la Puglia, tanto da accogliere studenti anche dalla Puglia settentrionale e dalla Campania.
Inizialmente il liceo era costituito da un'unica sede; vennero a seguito edificate alcune succursali e poli didattici, quali le ex sedi di Tricase, Copertino, Nardò e Galatina.
(Don Vincenzo Nuzzone)

### I Quaderni
I quaderni sono un elemento storico del Liceo de Giorgi pubblicati a cadenza annuale in cui si raccontano gli eventi caratterizzanti dell'anno. La prima edizione è stata pubblicata durante l'anno scolastico 1931/1932, e vengono pubblicati tuttora. I Quaderni sono custoditi nella libreria centrale del liceo e nell'istituto tecnico-commerciale F. Calasso.
Nel corso del tempo sono stati pubblicati due altri Quaderni, nel 2003 e nel 2013.

## Sedi

### Sede centrale
La sede centrale del liceo, anche la minore è ubicata lungo il viale Michele De Pietro e ospita 20 classi, 7 laboratori, una palestra interna e l'amministrazione. È la sede storica del liceo.

### Polo didattico di Via Pozzuolo
Il polo didattico è ubicato in via Pozzuolo e ospita 33 classi, 20 laboratori, una palestra coperta, una palestra esterna, un laboratorio di scienze, un'aula magna e alcuni uffici di assistenza.